# Pseudogyrinocheilus prochilus
Pseudogyrinocheilus prochilus is een straalvinnige vissensoort uit de familie van de eigenlijke karpers (Cyprinidae). De wetenschappelijke naam van de soort is voor het eerst geldig gepubliceerd in 1874 door Sauvage & Dabry de Thiersant.